# UCI ProTour 2010
De UCI ProTour 2010 was de zesde editie van de opvolger van de wereldbeker in de wielersport. Deze editie begon op 19 januari met de Tour Down Under en eindigde op 12 september met de GP Cycliste de Montréal.
De ProTour 2010 omvat 16 wedstrijden, twee meer dan in 2009. De koersen GP Cycliste de Québec en GP Cycliste de Montréal, beide in Canada, zijn eraan toegevoegd.
Vanaf 2009 wordt er een nieuw systeem toegepast: de UCI Wereldkalender. Daardoor is het ProTour-klassement komen te vervallen.
Twee nieuwe teams maken dit jaar deel uit van de ProTour. De Amerikaanse formatie Team RadioShack, met Lance Armstrong, en het Britse Team Sky namen de plaatsen in van de twee Franse ploegen BBOX Bouygues Télécom en Cofidis.

## Wedstrijden
| Datums         | Koers                    | Winnaar           | Winnaar                 |
| -------------- | ------------------------ | ----------------- | ----------------------- |
| 19-24 januari  | Tour Down Under          | André Greipel     | Team HTC-Columbia       |
| 22-28 maart    | Ronde van Catalonië      | Joaquím Rodríguez | Team Katjoesja          |
| 28 maart       | Gent-Wevelgem            | Bernhard Eisel    | Team HTC-Columbia       |
| 4 april        | Ronde van Vlaanderen     | Fabian Cancellara | Team Saxo Bank          |
| 5-10 april     | Ronde van het Baskenland | Chris Horner      | Team RadioShack         |
| 18 april       | Amstel Gold Race         | Philippe Gilbert  | Omega Pharma-Lotto      |
| 27 april-2 mei | Ronde van Romandië       | Simon Špilak *    | Lampre-Farnese Vini     |
| 6-13 juni      | Dauphiné Libéré          | Janez Brajkovič   | Team RadioShack         |
| 12-20 juni     | Ronde van Zwitserland    | Fränk Schleck     | Team Saxo Bank          |
| 31 juli        | Clásica San Sebastián    | Luis León Sánchez | Caisse d'Epargne        |
| 1-7 augustus   | Ronde van Polen          | Daniel Martin     | Team Garmin-Transitions |
| 15 augustus    | Vattenfall Cyclassics    | Tyler Farrar      | Team Garmin-Transitions |
| 22 augustus    | GP Ouest-France          | Matthew Goss      | Team HTC-Columbia       |
| 17-24 augustus | / Eneco Tour             | Tony Martin       | Team HTC-Columbia       |
| 10 september   | GP Cycliste de Québec    | Thomas Voeckler   | Bouygues Telecom        |
| 12 september   | GP Cycliste de Montréal  | Robert Gesink     | Rabobank                |

(*) Winnaar na de schorsing op 31 mei 2010 van Alejandro Valverde met terugwerkende kracht tot 1 januari 2010.

## Ploegen
In 2010 telde de ProTour achttien ploegen:
| 18 UCI ProTour-ploegen | 18 UCI ProTour-ploegen | 18 UCI ProTour-ploegen |
| ---------------------- | ---------------------- | ---------------------- |
| AG2R-La Mondiale       | Garmin-Transitions     | Team HTC-Columbia      |
| Astana                 | Lampre-Farnese Vini    | Team Katjoesja         |
| Caisse d'Epargne       | Liquigas-Doimo         | Team Milram            |
| Euskaltel-Euskadi      | Omega Pharma-Lotto     | Team RadioShack        |
| Footon-Servetto-Fuji   | Quick Step             | Team Saxo Bank         |
| Française des Jeux     | Rabobank               | Team Sky               |

AG2R-La Mondiale · Astana · Caisse d'Epargne · Euskaltel-Euskadi · Footon-Servetto-Fuji · Française des Jeux · Team Garmin-Transitions · Team HTC-Columbia · Katjoesja · Lampre-Farnese Vini · Liquigas-Doimo · Team Milram · Omega Pharma-Lotto · Quick·Step · Rabobank · Team RadioShack · Team Saxo Bank · Team Sky
 Tour Down Under · 
 Ronde van Catalonië · 
 Gent-Wevelgem · 
 Ronde van Vlaanderen · 
 Ronde van het Baskenland · 
 Amstel Gold Race · 
 Ronde van Romandië · 
 Dauphiné · 
 Ronde van Zwitserland · 
 Clásica San Sebastián · 
 Ronde van Polen · 
 Vattenfall Cyclassics · 
 GP Ouest France-Plouay · 
  Eneco Tour · 
 Grote Prijs van Quebec · 
 Grote Prijs van Montreal